# سن-لوران-دو-ور
سَن-لُران-دو-وَر (به فرانسوی: Saint-Laurent-du-Var) در شهرستان آلپ-ماریتیم در ناحیه پروانس آلپ-کوت دازور با جمعیت ۳۰٬۰۷۶ نفر در کشور فرانسه واقع شده‌است.